# Sarà perché ti amo
Sarà Perché Ti Amo foi uma música composta por Ricchi e Poveri, uma das mais famosas bandas de música Pop da Itália.
É uma das músicas dance mais conhecidas e a 79ª música mais tocada de toda a história da França.

## História
A música foi lançada em fevereiro de 1981 pela Baby Records e estreou ao vivo na 31ª edição (1981) do famoso Festival di Sanremo.  A música também apareceu no álbum 'E penso a te.
A canção foi incluída na trilha sonora de An Impudent Girl (1985), e na Itália o filme foi posteriormente lançado como "Sarà perché ti amo".

### Track list
1. "Sarà perché ti amo" (3:09)
2. "Bello l'amore" (3:21)

### Chart performance
| Chart (1981)                        | Peak position |
| ----------------------------------- | ------------- |
| Austria (Austrian Charts)           | 7             |
| Belgium (Ultratop)                  | 33            |
| French                              | 1             |
| Germany (Deutschland Single Charts) | 11            |
| Italian (Single Top 20)             | 1             |
| Switzerland (Schweizer Hitparade)   | 2             |